# Савичи (Яранский район)
Савичи — деревня в Яранском районе Кировской области России. Входит в состав Никольского сельского поселения.

## География
Деревня находится в юго-западной части Кировской области, в зоне хвойно-широколиственных лесов, на берегах реки Руи, на расстоянии приблизительно 16 километров (по прямой) к северо-востоку от города Яранска, административного центра района. Абсолютная высота — 133 метра над уровнем моря.
Климат
Климат характеризуется как умеренно континентальный, с умеренно холодной снежной зимой и тёплым летом. Среднегодовая температура: 2 — 2,3 °C. Средняя температура воздуха самого холодного месяца (января) составляет −13,6 °C (абсолютный минимум: −46 °С); средняя температура самого тёплого месяца (июля) составляет 18,3 °C (абсолютный максимум: 37 °С). Безморозный период длится в течение 117 дней. Годовое количество атмосферных осадков — 639 мм, из которых 405 мм выпадает в период с апреля по октябрь. Снежный покров держится в течение 162 дней.

## Население
| 2010 |
| ---- |
| 236  |

Половой состав
По данным Всероссийской переписи населения 2010 года в гендерной структуре населения мужчины составляли 47 %, женщины, соответственно, — 53 %.
Национальный состав
Согласно результатам переписи 2002 года, в национальной структуре населения русские составляли 79 % из 364 чел.